# Mahnmal im Tiergarten

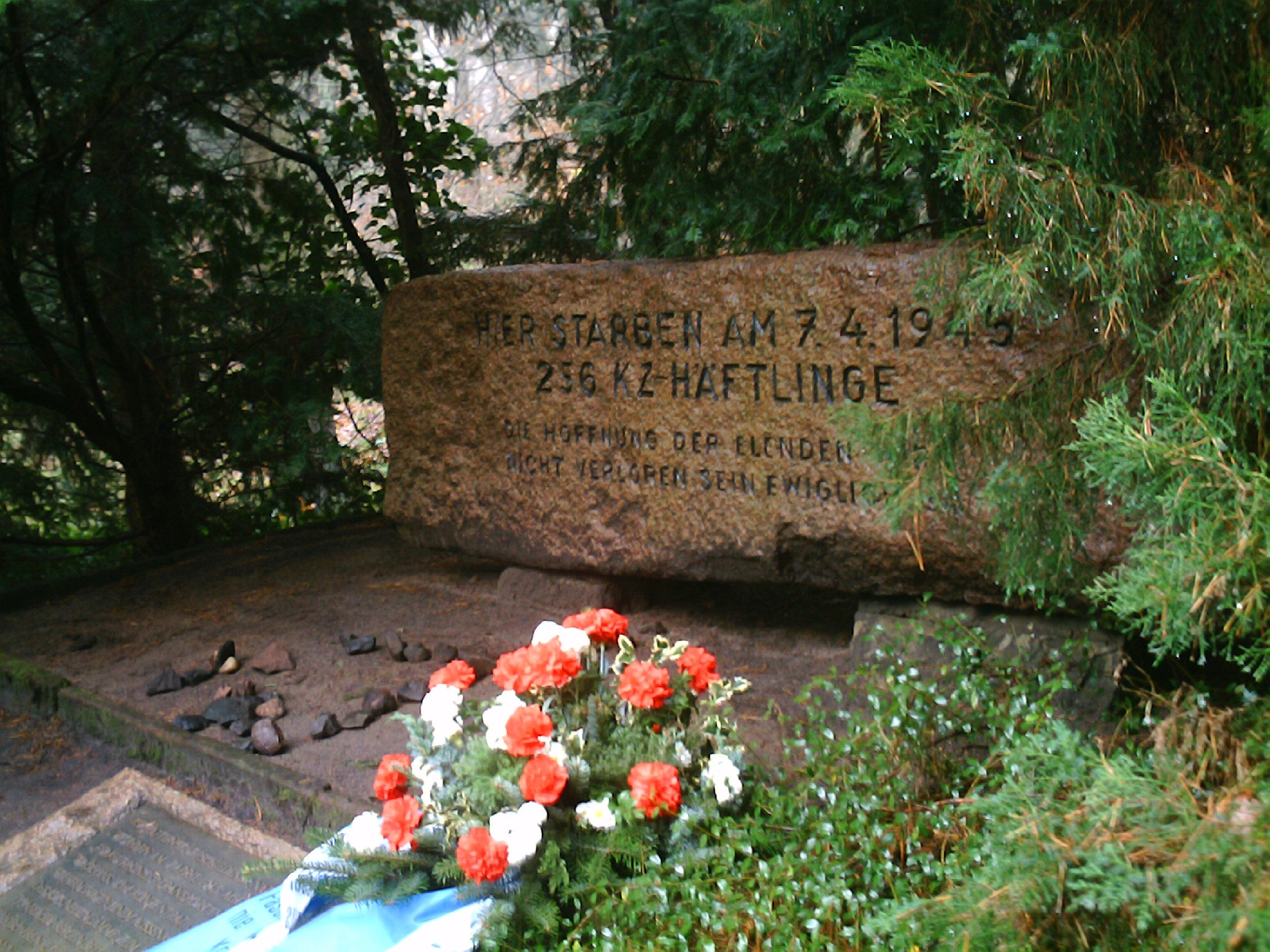
„Mahnmal im Tiergarten“ in Lüneburg, 2007

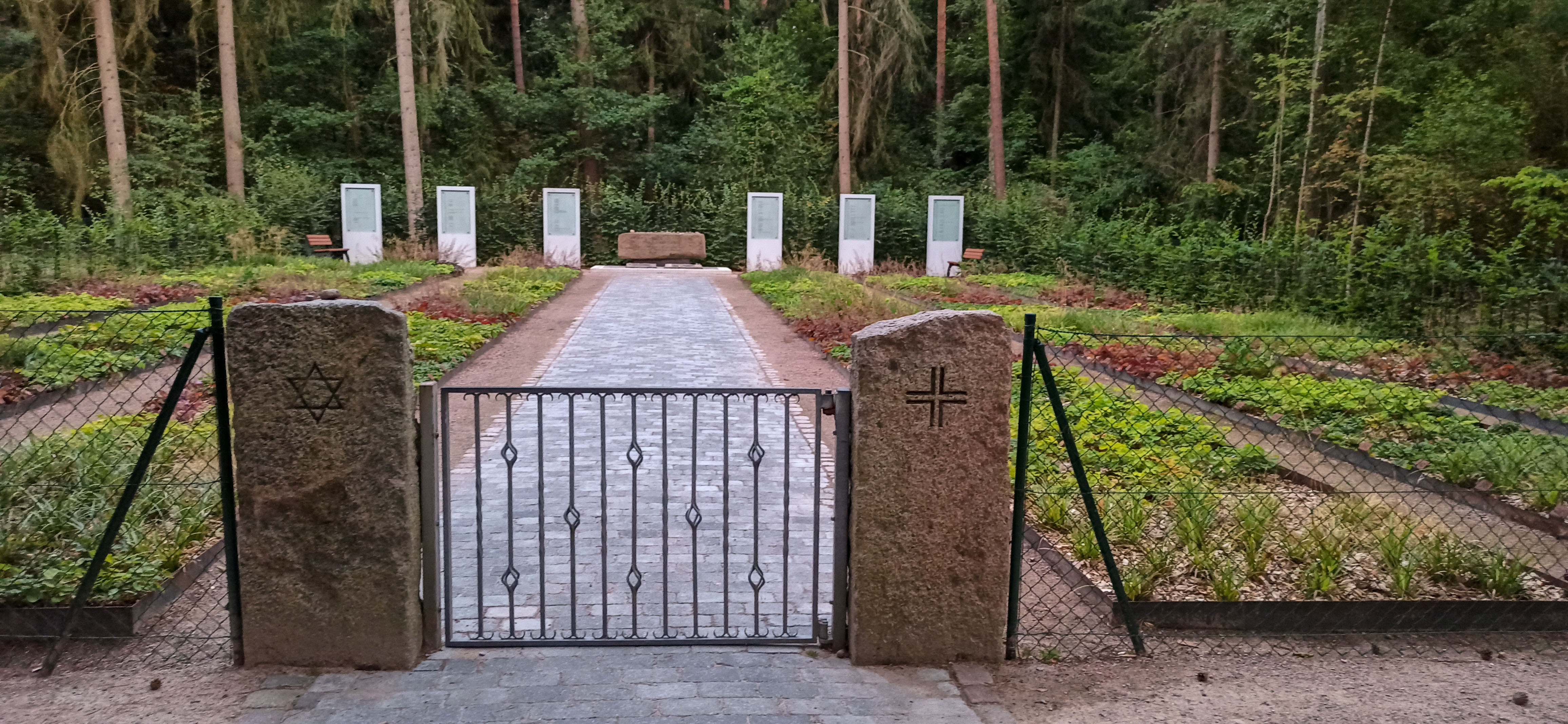
Mahnmal im Jahre 2020

Das Mahnmal im Tiergarten beim Bahnhofsgelände von Lüneburg erinnert an ein Massengrab von 256 KZ-Häftlingen, deren Transport aus dem KZ Wilhelmshaven, einem Außenlager des KZ Neuengamme, am 7. April 1945 bombardiert wurde. Bis zu 80 der meist verletzten und geschwächten Häftlinge, die nicht weitertransportiert werden konnten, wurden am 11. April 1945 von ihren Bewachern erschossen und liegen hier gemeinsam bestattet mit den Opfern des Bombenangriffs.

## Räumungstransport
Das seit September 1944 bestehende Außenlager des KZ Neuengamme „Alter Banter Weg“ in Wilhelmshaven wurde im April 1945 aufgelöst. Während eine Gruppe der KZ-Häftlinge zu Fuß in Richtung Hamburg marschieren musste, wurden etwa 390 kranke und geschwächte Männer am 3. April mit Lastwagen zum Bahnhof Mariensiel gebracht. Diese Gruppe wurde in vier gedeckte Waggons gezwängt. Die Wachmannschaft bestand aus 17 Marineinfanteristen und dem SS-Mann Gustav Alfred Jepsen als Transportführer.
Der Zug kam nur langsam voran. Die Weserbrücke bei Bremen-Huchting war zerstört. Die Gefangenen wurden mit einer Fähre übergesetzt und in fünf Waggons verladen; im fünften Wagen befanden sich Schwerstkranke und mehrere schon Verstorbene. Die Wagen wurden an einen Versorgungszug der Wehrmacht angekoppelt und erreichten nach viertägiger Fahrt am Morgen des 7. April 1945 den Güterbahnhof von Lüneburg.

## Bombardierung
Um 13 Uhr gab es Luftalarm. Gegen 15 Uhr griffen US-Bomber in vier Wellen den Bahnhof an. Vier Wachmänner blieben beim Zug, während die anderen im nahegelegenen Waldstück, dem sogenannten Tiergarten, Deckung suchten. Einer der fünf Waggons erhielt einen Volltreffer, weitere wurden beschädigt und brannten. Auch andere Züge, die sich auf den Rangiergleisen befanden, wurden getroffen; darunter auch Kesselwagen mit Treibstoff und Truppentransportzüge. Leichtverletzte Häftlinge versuchten, sich aus der Gefahrenzone zu retten. Einige flüchteten sich auf Felder, andere kamen bis in den Innenstadtbereich Lüneburgs.
Nach dem Angriff trieben die Wachleute die überlebenden Häftlinge auf einem Feld zusammen. Dabei machten sie rücksichtslos von der Schusswaffe Gebrauch und unterbanden Hilfeleistungen von Außenstehenden. Zwei Tage mussten die Häftlinge dort ohne jede Versorgung bleiben. Lediglich fünfundzwanzig Personen wurden ins Gerichtsgefängnis gebracht und erhielten dort medizinische Hilfe.
Zwei Militärlastwagen schafften am 9. und 10. April bis zu 140 Überlebende weiter nach Bergen-Belsen. Eine kleinere Gruppe – meist die schwächsten Häftlinge – konnte wegen fehlender Transportmittel nicht mehr abtransportiert werden und blieb auf dem Gelände zurück.
Die Gestapo wies den Befehlshaber der Lüneburger Schutzpolizei an, die Leichen der Häftlinge vom Bahngelände beseitigen zu lassen. Am 10. und 11. April wurden die Körper der Opfer im „Tiergarten“, einem Waldstück neben den Gleisanlagen, notdürftig verscharrt.

## Massaker vom 11.April
Angeblich überbrachte am 11. April 1945 ein namentlich unbekannter SS-Unterscharführer dem Transportführer Jepsen den Befehl, die überlebenden Häftlinge zu töten. Es gebe keine sichere Unterbringungsmöglichkeit und es bestehe Seuchengefahr. Es ist ungeklärt, ob dies eine nachträgliche Schutzbehauptung war: Jepsen hatte selbst ein Interesse daran, die zurückgebliebenen Zeugen dieses Todesmarsches zu beseitigen.
Die auf dem Feld ausharrenden 50 bis 80 Überlebenden, zu denen auch die inzwischen eingefangenen Flüchtigen und die aus dem Gerichtsgefängnis zurückgeführten Häftlinge gehörten, wurden am Abend des 11. April von Jepsen und den Marineinfanteristen erschossen. Die Leichen wurden am nächsten Tag wiederum im Wald verscharrt.
In der Lüneburger Zeitung, dem amtlichen Organ des Gaues Osthannover, erschien am 11. April 1945 ein Aufruf, in dem die Bevölkerung aufgefordert wird, sich an der Fahndung nach den entflohenen KZ-Häftlingen zu beteiligen, diese festzunehmen und sie bei Gegenwehr „unschädlich zu machen.“

## Nach dem Krieg
Gustav Alfred Jepsen wurde später in Dänemark festgenommen und im August 1946 mit dem Lüneburger Schutzpolizeichef Müller und dem Gestapoverantwortlichen Freitag vor einem britischen Militärgericht in Lüneburg angeklagt. Die Mitangeklagten wurden freigesprochen, Jepsen für das eigenhändige Erschießen von sechs Opfern zu einer lebenslangen Haftstrafe verurteilt. In einem weiteren Prozess in Wilhelmshaven wurde Jepsen wegen anderer Taten zum Tode verurteilt und am 26. Juni 1947 im Gefängnis Hameln hingerichtet. Die beteiligten Marinesoldaten standen niemals vor Gericht.
Die Opfer, von denen nur ein Drittel identifiziert werden konnte, wurden exhumiert und im Oktober 1945 im „Tiergarten“-Gelände feierlich bestattet. Das gepflegte Massengrab im „Tiergarten“ hat einen Gedenkstein, der die Opfer fälschlich unter einem einzigen Sterbedatum zusammenfasst. Auch eine hinzugefügte Tafelinschrift erklärt den Ablauf nicht hinreichend.
Seit 1990 führt der örtliche VVN parallel zu den alljährlich vom VDK durchgeführten Gedenkveranstaltungen am Volkstrauertag auf dem Lüneburger Zentralfriedhof Gedenkveranstaltungen am Ehrenmal im Tiergarten, dem sogenannten „KZ-Friedhof“ durch, um an die Widerstandsleistenden und Opfer der nationalsozialistischen Gewaltherrschaft zu erinnern.